# Saoedi-Arabië op de Olympische Zomerspelen 1984
Saoedi-Arabië nam deel aan de Olympische Zomerspelen 1984 in Los Angeles, Verenigde Staten. Het land debuteerde op de Zomerspelen in 1972 en deed in 1984 voor de derde keer mee. 

## Deelnemers en resultaten

### Boogschieten
| Olympiër         | Discipline      | Resultaat | Prestatie                                                                             |
| ---------------- | --------------- | --------- | ------------------------------------------------------------------------------------- |
| Faisal Al-Basam  | individueel (m) | 61e       | 1ste ronde: 61ste met 991 punten 2de ronde: 59ste met 1002 punten totaal: 1993 punten |
| Mansour Al-Hamad | individueel (m) | 59e       | 1ste ronde: 59ste met 1024 punten 2de ronde: 61ste met 974 punten totaal: 1998 punten |
| Youssef Jawdat   | individueel (m) | 62e       | 1ste ronde: 62ste met 880 punten 2de ronde: 62ste met 836 punten totaal: 1716 punten  |

### Schermen
| Olympiër                                                                                                   | Discipline      | Resultaat | Prestatie |
| --- | --------------- | --------- | --- |
| Mohamed Ahmed Abu Ali                                                                                      | degen (m)       | 56e       | 1ste ronde groep 10: 5de V van FRG Fischer: 1-5 V van USA Marx: 3-5 V van ARG Lucchetti: 2-5 V van BEL Soumagne: 3-5 W van TPE Lee: 5-5   |
| Rashid Fahd Al-Rasheed                                                                                     | degen (m)       | 58e       | 1ste ronde groep 6: 5de V van SWE Bergström: 3-5 V van SUI Giger: 2-5 V van KOR Yun: 1-5 V van NZL Brill: 4-5                             |
| Jamil Mohamed Bubashit                                                                                     | degen (m)       | 52e       | 1ste ronde groep 7: 5de V van CHN Cui: 2-5 V van VEN Magallanes: 4-5 V van AUT Strohmeyer: 1-5 W van CAN Chouinard: 5-4                   |
| Fahad Mousa Al-Baishi                                                                                      | degen (m)       | DNS       | niet gestart |
| Fahad Mousa Al-Baishi Mohamed Ahmed Abu Ali Nassar Al-Dosari Rashid Fahd Al-Rasheed Jamil Mohamed Bubashit | degen team (m)  | 15e       | 1ste ronde groep 1: 4de V van Frankrijk: 0-9 V van China: 0-9 V van Verenigde Staten: 5-8                                                 |
| Majed Abdul Rahim Habib Ullah                                                                              | floret (m)      | 42e       | 1ste ronde groep 1: 5de V van ITA Borella: 2-5 V van LIB Darricau: 3-5 V van BEL Joos: 1-5 W van AUT Blaschka: 5-4                        |
| Abdullah Al-Zawayed                                                                                        | floret (m)      | 49e       | 1ste ronde groep 6: 6de V van CHN Liu: 0-5 V van FRG Hein: 3-5 V van GBR Bell: 1-5 V van TPE Lee: 2-5 W van AUT Somloi: 5-3               |
| Khaled Fahd Al-Rasheed                                                                                     | floret (m)      | 46e       | 1ste ronde groep 8: 5de V van GBR Harper: 1-5 V van FRA Pietruszka: 3-5 V van USA Lewison: 2-5 V van CHN Chu: 0-5 W van LIB Darricau: 5-1 |
| Khaled Fahd Al-Rasheed Abdullah Al-Salim Abdullah Al-Zawayed Majed Abdul Rahim Habib Ullah                 | floret team (m) | DNS       | niet gestart |

### Schietsport
| Olympiër           | Discipline              | Resultaat | Prestatie                       |
| ------------------ | ----------------------- | --------- | ------------------------------- |
| Khuwaled Al-Harthi | 10m luchtgeweer (m)     | 50e       | 545 punten: (88-93-90-90-91-93) |
| Talak Al-Otaibi    | 50m geweer liggend (m)  | 52e       | 581 punten: (97-98-97-97-97-95) |
| Abdullah Al-Usaimi | 50m geweer liggend (m)  | 55e       | 578 punten: (96-96-97-96-95-98) |
| Manhi Al-Mutairy   | 50m pistool (m)         | 48e       | 513 punten: (77-84-89-88-90-85) |
| Safaq Al-Anzi      | 25m snelvuurpistool (m) | 46e       | 560 punten: (274-286)           |
| Sayed Al-Asibi     | 25m snelvuurpistool (m) | 50e       | 545 punten: (268-277)           |

### Voetbal
| Olympiër | Discipline | Resultaat | Prestatie                                                                               |
| --- | ---------- | --------- | --------------------------------------------------------------------------------------- |
| Mohamed Abed Abdul Jawad Majed Ahmed Abdul Mohamed Samir Ahmed Abdul Shakour Ahmad Al-Bishi Hussain Misfor Al-Bishi Muhaisin Al-Jamaan Al-Dosari Saleh Khalifa Al-Dosari Salman Ghassan Al-Dosari Sami Jasem Al-Dosari Mohamed Othman Al-Hussein Fahd Mohamed Al-Musaibeeh Shaye Musa Al-Nafisa Omar Abdullah Ba Kashween Ahmed Abdul Gader Bayazid Abdullah Faraj Masoud | mannen     | 56e       | groep C: 4de V van Brazilië: 1-3 V van Marokko: 0-1 V van Bondsrepubliek Duitsland: 0-6 |

| Groep C |                          |             |             |             |             |            |            |            |        |
| #       | Land                     | Wedstrijden | Wedstrijden | Wedstrijden | Wedstrijden | Doelpunten | Doelpunten | Doelpunten | Punten |
| #       | Land                     | G           | W           | G           | V           | V          | T          | Saldo      | Punten |
| 1       | Brazilië                 | 3           | 3           | 0           | 0           | 6          | 1          | +5         | 6      |
| 2       | Bondsrepubliek Duitsland | 3           | 2           | 0           | 1           | 8          | 1          | +7         | 4      |
| 3       | Marokko                  | 3           | 1           | 0           | 2           | 1          | 4          | -3         | 2      |
| 4       | Saoedi-Arabië            | 3           | 0           | 0           | 3           | 1          | 10         | -9         | 0      |

| Ronde      | Datum    | Plaats        | Land | Score                    | Land |
| ---------- | -------- | ------------- | ---- | ------------------------ | ---- |
| Groepsfase |          |               |      |                          |      |
| 30 juli    | Pasadena | Brazilië      | 3-1  | Saoedi-Arabië            |      |
| 1 augustus | Pasadena | Marokko       | 1-0  | Saoedi-Arabië            |      |
| 3 augustus | Stanford | Saoedi-Arabië | 0-6  | Bondsrepubliek Duitsland |      |

### Wielersport
| Olympiër                                                        | Discipline         | Resultaat | Prestatie      |
| --------------------------------------------------------------- | ------------------ | --------- | -------------- |
| Hassan Al-Absi                                                  | wegwedstrijd (m)   | DNF       | niet gefinisht |
| Ali Al-Ghazawi                                                  | wegwedstrijd (m)   | DNF       | niet gefinisht |
| Mohammed Al-Shanqiti                                            | wegwedstrijd (m)   | DNF       | niet gefinisht |
| Abdullah Al-Shaye                                               | wegwedstrijd (m)   | DNF       | niet gefinisht |
| Hassan Al-Absi Ahmed Al-Saleh Mohammed Al-Shanqiti Rajab Moqbil | ploegentijdrit (m) | 24e       | 2:28.28        |

Algerije · Amerikaanse Maagdeneilanden · Andorra · Antigua en Barbuda · Argentinië · Australië · Bahama’s · Bahrein · Bangladesh · Barbados · België · Belize · Benin · Bermuda · Bhutan · Birma · Bolivia · Bondsrepubliek Duitsland · Botswana · Brazilië · Britse Maagdeneilanden · Canada · Centraal-Afrikaanse Republiek · Chili · China · Chinees Taipei · Colombia · Congo-Brazzaville · Costa Rica · Cyprus · Denemarken · Djibouti · Dominicaanse Republiek · Ecuador · Egypte · El Salvador · Equatoriaal-Guinea · Fiji · Filipijnen · Finland · Frankrijk · Gabon · Gambia · Ghana · Grenada · Griekenland · Groot-Brittannië · Guatemala · Guinee · Guyana · Haïti · Honduras · Hongkong · Ierland · IJsland · India · Indonesië · Irak · Israël · Italië · Ivoorkust · Jamaica · Japan · Joegoslavië · Jordanië · Kaaimaneilanden · Kameroen · Kenia · Koeweit · Lesotho · Libanon · Liberia · Liechtenstein · Luxemburg · Madagaskar · Malawi · Maleisië · Mali · Malta · Marokko · Mauritanië · Mauritius · Mexico · Monaco · Mozambique · Nederland · Nederlandse Antillen · Nepal · Nicaragua · Nieuw-Zeeland · Niger · Nigeria · Noord-Jemen · Noorwegen · Oeganda · Oman · Oostenrijk · Pakistan · Panama · Papoea-Nieuw-Guinea · Paraguay · Peru · Portugal · Puerto Rico · Qatar · Roemenië · Rwanda · Salomonseilanden · Samoa · San Marino · Saoedi-Arabië · Senegal · Seychellen · Sierra Leone · Singapore · Soedan · Somalië · Spanje · Sri Lanka · Suriname · Swaziland · Syrië · Tanzania · Thailand · Togo · Tonga · Trinidad en Tobago · Tsjaad · Tunesië · Turkije · Uruguay · Venezuela · Verenigde Arabische Emiraten · Verenigde Staten · Zaïre · Zambia · Zimbabwe · Zuid-Korea · Zweden · Zwitserland